# Erzkanzler (Frankenreich)
Im Fränkischen Reich und später Westfränkischen Reich war der Erzkanzler der Leiter der königlichen bzw. kaiserlichen Kanzlei unter den Karolingern.
Er wurde erstmals von Pippin dem Jüngeren ernannt, der 757 Badilon zu seinem Erzkanzler machte. Badilons Nachfolger stammten fast ausschließlich aus dem fränkischen Klerus, darunter waren auch ein unehelicher Sohn und ein Enkel Karls des Großen (Gauzlin) sowie im 10. Jahrhundert vor allem der jeweilige Erzbischof von Reims.
Der erste kapetingische König, Hugo Capet ernannte nach dem Tod des letzten karolingischen Erzkanzlers, Adalbero von Reims, keinen Nachfolger mehr. Die Leiter der kapetingischen Kanzlei trugen den Titel Kanzler von Frankreich.
Siehe auch: Reichserzkanzler als drei (für Deutschland, Italien und Burgund) der Erzämter in Heiligen Römischen Reich.

## Liste der karolingischen Erzkanzler
- Badilon, 757–766
- Ithier, 766–776, dann Abt von Saint-Martin de Tours,
- Rado, Abt von Saint-Vaast, um 776 – vor 797
- Erchambaud, vor 797–812
- Jeremias, 813 bezeugt
- Helisachar, Abt von Saint-Aubin in Angers, 814–819
- Fridugisus, Abt von Saint-Martin de Tours, 819–832
- Theoto, Abt von Marmoutier, 832–834
- Hugo, unehelicher Sohn Karls des Großen, Abt von Saint-Bertin, 834–840 (Karolinger)
- Ludwig, Abt von Saint-Denis, Enkel Karls des Großen, 840–867 (Rorgoniden)
- Gauzlin, Abt von Jumièges, dann Abt von St. Germain-des-Prés, Halbbruder Ludwigs, 867–879 (Rorgoniden)
- Wulfhard, Abt von Flavigny, 879–881 (Matfriede)
- Gauzlin, Abt von Jumièges, dann Abt von St. Germain-des-Prés, 2. Mal, 883–884
- Liutward von Vercelli, Bischof von Vercelli, 885–887 im Gesamtreich (zuvor bereits unter Karl III.)
- Liutbert, Erzbischof von Mainz, 887
- Ebalus, Abt von St. Germain-des-Prés, Sohn des Herzogs Ranulf I. von Aquitanien, 888–891
- Ancheris, Erzbischof von Paris, 892
- Augier, Bischof von Autun, 893
- Ancheris, Erzbischof von Paris, 2. Mal, 894–896
- Gautier, Erzbischof von Sens, 894–898 (Stammliste der Montmorency)
- Fulko der Ehrwürdige, Erzbischof von Reims, 898–900
- Ancheris, Erzbischof von Paris, 3. Mal, 900–910
- Hervé, Erzbischof von Reims, 910–919
- Radbod, Erzbischof von Trier, 913 bezeugt in Lotharingien
- Ruotger von Trier, Erzbischof von Trier, 916–923
- Abbo, Bischof von Soissons, 922–931
- Ansegisel, Bischof von Troyes, 931–936
- Artold, Erzbischof von Reims, 937–940
- Héry, Bischof von Langres, 940–942
- Hugo von Vermandois, Erzbischof von Reims, 943 bezeugt
- Géronce de Déols, Erzbischof von Bourges, 944–948
- Achard, Bischof von Langres, 946 bezeugt
- Artold, Erzbischof von Reims, 949–961
- Odelrich, Erzbischof von Reims, 961–969
- Adalbéron, Erzbischof von Reims, 969–989